# Четириивичест поясоопашат гущер
Четириивичестият поясоопашат гущер (Zonosaurus quadrilineatus) е вид влечуго от семейство Gerrhosauridae. Видът е уязвим и сериозно застрашен от изчезване.

## Разпространение и местообитание
Разпространен е в Мадагаскар.
Обитава гористи местности, планини, възвишения и дюни.